# Петре, Флорентин
Флоренти́н Пе́тре (рум. Florentin Petre; 15 января 1976, Бухарест, Румыния) — румынский футболист. Экс-игрок сборной Румынии, выступал за неё в 1998—2009 годах. Участник чемпионатов Европы 2000 и 2008 годов.
В 2006 году вошёл в список 100 величайших румын под 84 номером.

## Карьера

### Клубная
Воспитанник бухарестского «Динамо». В 2008 году перешёл в «Терек» (Грозный). В 2009 году перешел в софийский ЦСКА на правах свободного агента. В том же году Петре выиграл этап Чемпионата Болгарии по ралли. Футболист управлял Renault Clio Super 1600. В соревнованиях участвовало еще 40 гонщиков, однако Флорентин опередил ближайшего из них на 30 секунд. В ноябре 2010 года подписал контракт с румынской «Викторией».

### Международная карьера
В 1998 году дебютировал в составе сборной Румынии. Был участником Чемпионата Европы 2000 года в Бельгии и Нидерландах и Чемпионата Европы 2008 года в Австрии и Швейцарии.

### Тренерская
C 2015 года является скаутом бухарестского «Динамо». В октябре 2017 года возглавил клуб второго румынского дивизиона «Фореста Сучава».

## Достижения
- Чемпион Румынии (3): 1999/00, 2001/02, 2003/04
- Обладатель Кубка Румынии (5): 2000, 2001, 2003, 2004, 2005.
- Чемпион Болгарии (1): 2007/08